# Divisão administrativa do Ducado de Varsóvia

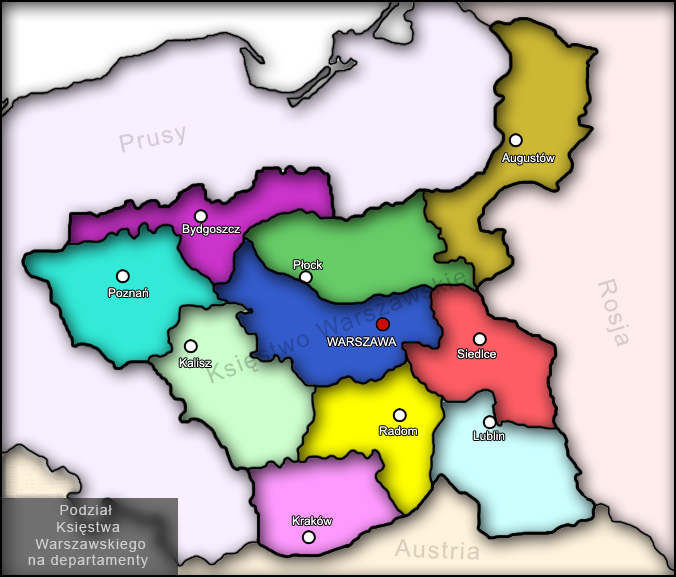
Divisão administrativa do Ducado de Varsóvia, 1810-1815

A divisão administrativa do Ducado de Varsóvia foi baseada em departamentos liderados por uma prefeito. Foi adotada uma solução baseada no modelo francês, uma vez que o ducado foi criado por Napoleão Bonaparte e baseado nas idéias francesas, embora os departamentos fossem divididos em powiaty (condados). 
Inicialmente houve seis departamentos, após 1809 (depois de Napoleão derrotar os austríacos e do Tratado de Schönbrunn) esse número subiu para dez (juntamente com o aumento do território do ducado). Cada departamento recebeu o mesmo nome da sua cidade-sede.
Em janeiro de 1807:
- Departamento de Varsóvia (Departament warszawski)
- Departamento de Poznań (Departament poznański)
- Departamento de Kalisz (Departament kaliski)
- Departamento de Bydgoszcz (Departament bydgoski)
- Departamento de Płock (Departament płocki)
- Departamento de Łomża (Departament łomżyński) - nos primeiros meses conhecido por Departamento de Bydgoszcz (Departament Bydgoski)

Os seis departamentos acima eram divididos em 60 powiaty.
Acrescentados em 1809:
- Departamento da Cracóvia (Departament krakowski)
- Departamento de Lublin (Departament lubelski)
- Departamento de Radom (Departament radomski)
- Departamento de Siedlce (Departament siedlecki)

Em 1815, o Ducado de Varsóvia foi dividido em Grão-Ducado de Poznań a oeste e Congresso da Polônia a leste. Os departamentos permaneceram até a reforma de 1816 no lado oriental.